# Manifiesto (Nicanor Parra)
Manifiesto es considerado el quinto poemario del escritor chileno Nicanor Parra, publicado originalmente en 1963 por la Editorial Nascimento como una única hoja doblada en dos partes dentro de una carpeta de cartón. En 1969 fue incluido dentro de la sección Otros poemas (1950-1968) en la primera antología de Parra, Obra gruesa.
Esta es, en un sentido tradicional, la obra más comprometida del autor.

## Estructura y contenido
La obra está conformada por un único poema titulado «Manifiesto», y que funciona justamente como un manifiesto de Nicanor Parra, quien para entonces ya era un autor conocido por sus antipoemas rupturistas.